# Philippa Coulthard
Philippa Anne Coulthard (Dallas, Texas, 25 de noviembre de 1993) es una actriz de televisión australiana nacida en Estados Unidos, más conocida por interpretar a Jorjie en la serie derivada de Doctor Who, K-9, protagonista Amber Mitchell en Lightning Point, y Helen Schlegel en la producción de la BBC de Howards End.
Empezó a actuar en un escenario en 1996, cuando tenía cuatro años, tomando clases de baile en la Promenade Dance School.

## Filmografía

### Cine
| Año  | Trabajo             | Rol          | Notas                            |
| ---- | ------------------- | ------------ | -------------------------------- |
| 2007 | Unfinished Sky      | Rose         |                                  |
| 2013 | After the Dark      | Poppie       | También llamada The Philosophers |
| 2015 | Now Add Honey       | Clare Morgan |                                  |
| 2017 | Annabelle: Creation | Nancy        |                                  |

### Televisión
| Año     | Trabajo                      | Rol             | Notas                                           |
| ------- | ---------------------------- | --------------- | ----------------------------------------------- |
| 2009–10 | K-9                          | Jorjie Turner   | Rol principal                                   |
| 2012    | Bikie Wars: Brothers in Arms | Leanne          | Episodios 1.05, 1.06                            |
| 2012    | Lightning Point              | Amber Mitchell  | Rol principal; también llamada Alien Surf Girls |
| 2014    | Secrets and Lies             | Tasha Gundelach | Rol principal                                   |
| 2017    | The Catch                    | Tessa Riley     | Rol recurrente                                  |
| 2017    | Howards End                  | Helen Schlegel  | Miniserie                                       |
| 2018    | Gone                         | Samantha        | Episodio 1.09                                   |
| 2019    | For the People               | Betty           | Episodio 2.09                                   |